# 매거진 SPECIAL
《매거진 SPECIAL》(マガジンスペシャル 마가진 스페샤루[*])은 고단샤가 발행하는 소년 만화 잡지이다. 1983년에 《주간 소년 매거진》의 증간호로 창간해 현재까지 이어오고 있다. 통칭 ‘마가스삐’로 불리며 《주간 소년 매거진》의 증간호이므로 편집자 및 잡지코드 그리고 통권 번호도 공유하고 있는데 연재 작품으로는 단행본에 실리지 않은 것도 많다. 매월 20일 발행하고 있으며 정가는 2008년 6월호까지 460엔이었다가 7월호부터는 물가 상승의 영향으로 500엔으로 기록하였다. 이로 인해 7월호 목차 페이지에 편집자의 코멘트가 실리게 된다.
본지의 연재 만화가 주간의 진행과 맞지 않는 등의 이유로 이적해 오는 경우가 있는 반면 연재된 작품의 단편을 본지에 게재하여 호평이었던 경우나 편집부의 사정 등에 따라 본지로 이적할 수 있는데 연재되고 있던 내용을 재설정하거나 유사한 설정으로 다른 작품을 연재할 수도 있다.
2016년 8월에 2017년 2월호를 마지막으로 해당 잡지의 발매를 중단한다고 강담사에서 공지했다.

## 발행 부수
| #      | 1〜3월    | 4〜6월    | 7〜9월    | 10〜12월  |
| ------ | --------- | --------- | --------- | --------- |
| 2008년 |           | 83,667 部 | 82,334 部 | 81,000 部 |
| 2009년 | 79,334 部 | 75,334 部 | 73,334 部 | 72,000 部 |
| 2010년 | 71,334 部 | 70,000 部 | 70,000 部 | 69,334 部 |
| 2011년 | 67,334 部 | 64,000 部 | 64,000 部 | 64,000 部 |
| 2012년 | 64,000 部 | 62,000 部 | 62,000 部 | 60,667 部 |
| 2013년 | 59,334 部 | 58,334 部 | 58,000 部 | 57,334 部 |
| 2014년 | 57,000 部 | 56,000 部 | 56,000 部 | 54,334 部 |
| 2015년 | 53,267 部 |           |           |           |

## 관련 잡지
| 고단샤(강담사) - 주간 소년 매거진 - 월간 소년 매거진 - 월간 소년 라이벌 | 쇼가쿠칸(소학관) - 주간 소년 SUNDAY - 월간 코로코로 코믹 - 별책 코로코로 코믹 |

## 참고 사항
1. ↑  “Kodansha's Magazine Special to Cease Publication in January”. 《Anime News Network》. 2016년 8월 3일. 2016년 8월 3일에 확인함.